# Ikumi Wakamatsu
Ikumi Wakamatsu (jap. 若松 育美, Wakamatsu Ikumi, geborene Ikumi Nagayama, 永山 育美, Nagayama Ikumi; * 22. Juni 1974 in der Präfektur Kagoshima) ist eine ehemalige japanische Langstreckenläuferin.
2000 gewann sie den Luxemburger Halbmarathon Route du Vin.
2001 siegte sie beim Kagawa-Marugame-Halbmarathon und wurde Achte beim Nagoya-Marathon. 
2008 kam sie beim Nagoya-Marathon auf den 19. Platz.

## Persönliche Bestzeiten
- 5000 m: 15:20,48 min, 28. Oktober 1998, Yokohama
- 10.000 m: 31:55,08 min, 25. April 1999,	Kōbe
- Halbmarathon: 1:09:28 h, 4. Februar 2001, Marugame
- Marathon: 2:27:44 h, 11. März 2001, Nagoya